# 比卡尔瓦罗区
比卡尔瓦罗（西班牙語：Vicálvaro）是西班牙首都馬德里的21個區之一。比卡尔瓦罗區位於馬德里市轄區東南部，在歷史上曾是一個獨立的市鎮。現在比卡尔瓦罗區下分為兩個分区。
 维基共享资源上的相關多媒體資源：比卡尔瓦罗区